# Malvasia di Cagliari
La Malvasia di Cagliari è un vino DOC la cui produzione è consentita nelle province di Cagliari e Oristano.

## Caratteristiche organolettiche
- colore: giallo paglierino tendente al dorato.
- odore: profumo intenso, delicato, caratteristico.
- sapore: dolce, alcoolico con retrogusto amarognolo di mandorle tostate.

## Produzione
Provincia, stagione, volume in ettolitri
- Cagliari  (1990/91)  138,5
- Cagliari  (1991/92)  272,53
- Cagliari  (1992/93)  428,39
- Cagliari  (1993/94)  574,36
- Cagliari  (1994/95)  342,54
- Cagliari  (1995/96)  219,37
- Cagliari  (1996/97)  136,91
- Oristano  (1996/97)  17,1